# Distrikt Mityana
Mityana ist ein Distrikt (district) in Zentral-Uganda mit 269.763 Einwohnern. Wie fast alle Distrikte von Uganda ist er nach seinem Hauptort benannt.
Der Mityana-Distrikt wurde am 1. Juli 2005 (zusammen mit 13 weiteren Distrikten) neu gebildet, indem die Countys Mityana und Busujju vom benachbarten Distrikt Mubende abgetrennt wurden.